# Kościół Matki Boskiej Śnieżnej w Grabiu
Kościół Matki Boskiej Śnieżnej w Grabiu – rzymskokatolicki kościół filialny pw. Matki Boskiej Śnieżnej, zbudowany w latach 1972–1973, znajdujący się w Grabiu.

## Historia
W 1581 w Grabiu, będącym własnością Stadnickich, istniała parafia i musiała być cerkiew. W 1808 zbudowano nową cerkiew parafialną greckokatolicką pw. Świętych Kosmy i Damiana. Miała charakterystyczną formę cerkwi trójdzielnej, trójwieżowej z łamanym gontowym dachem. Wewnątrz znajdował się ikonostas z 1856. Rozbudowano ją w 1920. Po wysiedleniu łemkowskich mieszkańców wsi w latach 1945–1947 stała opuszczona. Spłonęła po uderzeniu pioruna w 1953, a pozostałości rozebrali żołnierze Wojsk Ochrony Pogranicza. Ocalały tylko dwa metalowe krzyże kopuł i figura Matki Bożej, którą ustawiono w bocznym ołtarzu nowej świątyni.
Nowy kościół już rzymskokatolicki wybudowali na miejscu cerkwi mieszkańcy wsi w latach 1972–1973 mimo trudności stawianych przez ówczesne władze. Do początku lat 1980. msze zarówno w obrządku katolickim jak i unickim odprawiał ksiądz Jan Wysoczański z Krempnej. W latach 1990. kościół rozbudowano i pełni obecnie funkcję kościoła filialnego parafii św. Maksymiliana Kolbe w Krempnej.

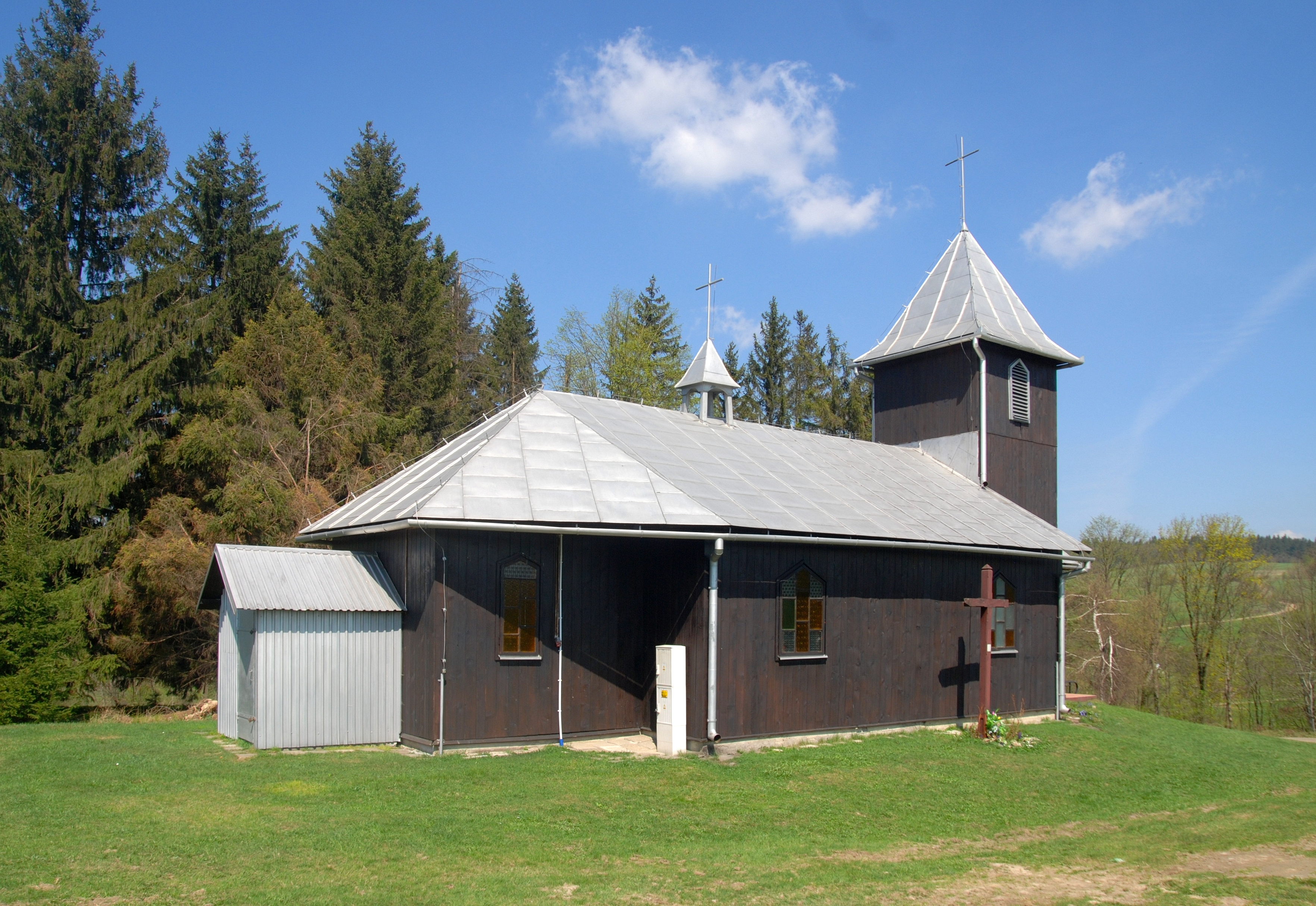
Elewacja wschodnia
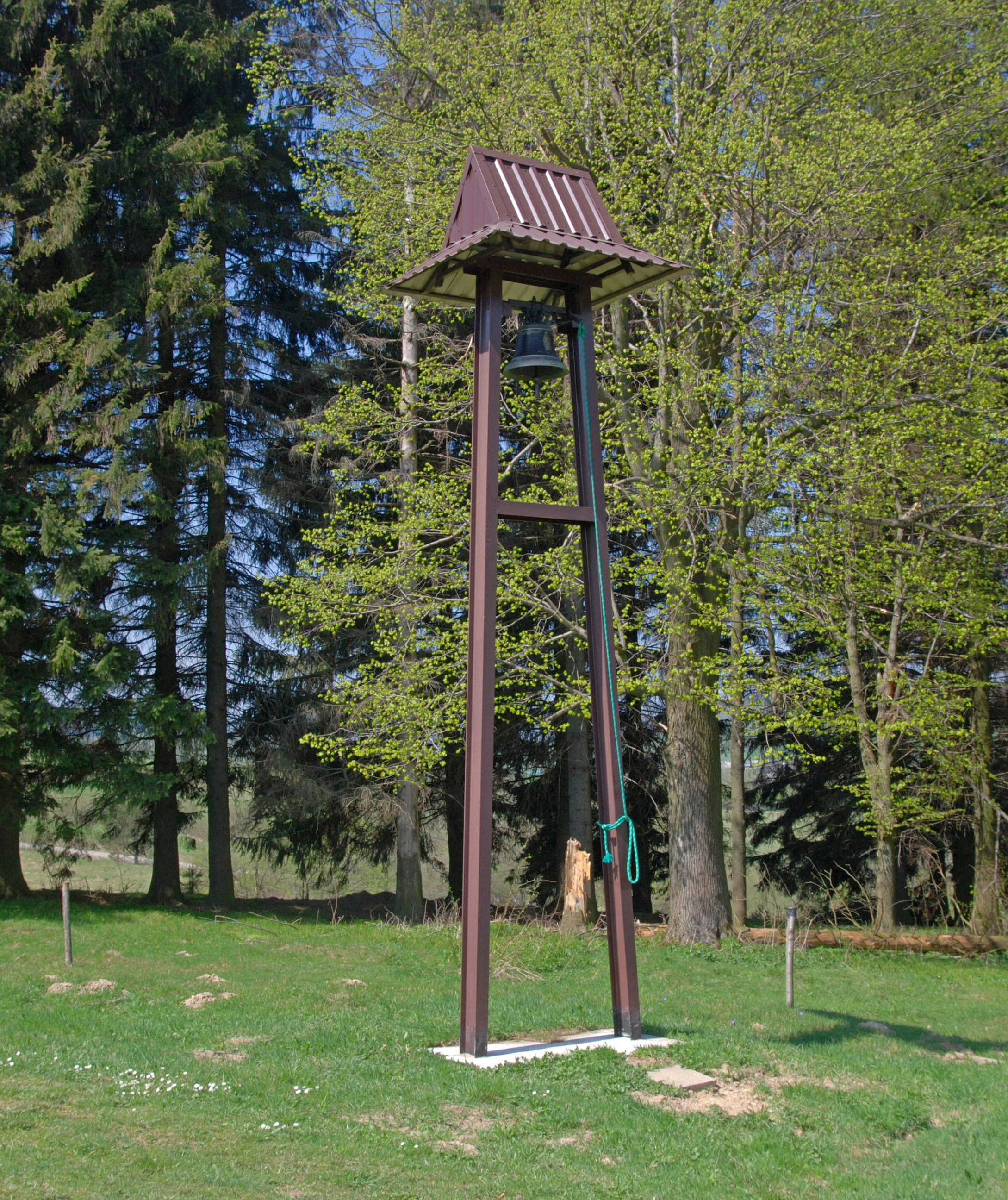
Dzwonnica
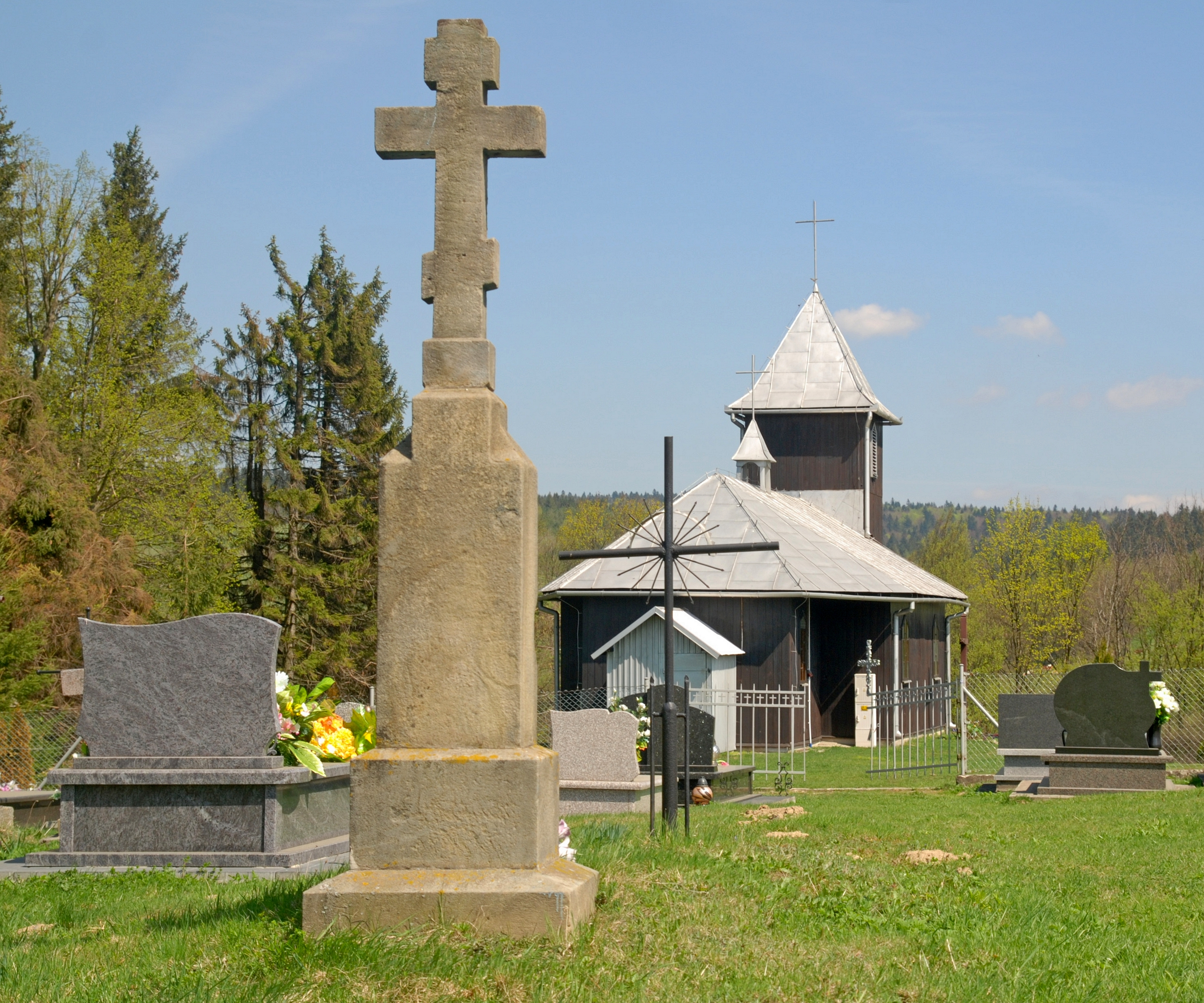
Widok od cmentarza

## Architektura i wyposażenie
Obecny kościół to drewniana budowla konstrukcji zrębowej, nieorientowana. Prezbiterium węższe od nawy zamknięte prostokątnie, z przybudówka na osi. Od frontu wieża konstrukcji słupowej zwieńczona blaszanym dachem namiotowym z krzyżem. Dach jednokalenicowy, kryty blachą z wieżyczką na sygnaturkę z latarnią i daszkiem namiotowym.
Wewnątrz wyposażenie współczesne. 

## Otoczenie
Na terenie przykościelnym znajduje się współczesna metalowa dzwonnica z jednym dzwonem i duży cmentarz z ciekawymi kamiennymi i żeliwnymi nagrobkami z przełomu XIX i XX w..